# جون هينسون (سياسي)
جون هينسون هو سياسي أمريكي، ولد في 16 مارس 1942 في تيلرتاون في الولايات المتحدة، وتوفي في 21 يوليو 1995 في سيلفر سبرينغ في الولايات المتحدة. نشط حزبياً في الحزب الجمهوري. وقد انتخب عضو مجلس النواب الأمريكي ‏.